# تيم باباس
تيم باباس (بالإنجليزية: Tim Pappas)‏ هو سائق سيارة سباق أمريكي، ولد في 14 سبتمبر 1973 في بوسطن في الولايات المتحدة.